# گلوریا کماسوده
گلوریا کماسوده (انگلیسی: Gloria Kemasuode؛ زادهٔ ۳۰ دسامبر ۱۹۷۹) دونده، و ورزشکار دو و میدانی اهل نیجریه است.